# Dmytriwka (Bolhrad)
Dmytriwka (ukrainisch Дмитрівка; russisch Дмитровка Dmitrowka, rumänisch Dumitrești) ist ein im Budschak gelegenes Dorf in der ukrainischen Oblast Odessa mit etwa 4800 Einwohnern (2001).
Das Dorf liegt an der moldawisch-ukrainischen Grenze 13 km östlich von Nowi Trojany, 57 km nordöstlich vom Rajonzentrum Bolhrad und etwa 185 km südwestlich vom Oblastzentrum Odessa.

## Geschichte
Bei Gründung des Dorfes im Süden Bessarabiens im Jahr 1821 lag es im Gouvernement Bessarabien innerhalb des Russischen Kaiserreichs. In den Wirren der Oktoberrevolution verlor Russland Bessarabien, dass sich zur 1917 Demokratischen Moldauischen Republik erklärte und im gleichen Jahr freiwillig an das Königreich Rumänien anschloss. Nach der Besetzung Bessarabiens 1940 durch die Sowjetunion lag das Dorf im Rajon Bolhrad der Oblast Akkerman (ab dem 7. August 1940 Oblast Ismajil) in der Ukrainischen SSR. Zu Beginn des Deutsch-Sowjetischen Krieges kam das Dorf 1941 erneut an Rumänien. Nachdem die Rote Armee Bessarabien 1944 zurückerobert hatte, lag das Dorf wieder in der ukrainischen Oblast Ismajil, die 1954 in der Oblast Odessa aufging. 1991 wurde die Ortschaft Teil der unabhängigen Ukraine.

## Verwaltungsgliederung
Am 12. Juni 2020 wurde das Dorf ein Teil der Landgemeinde Horodnje; bis dahin bildete es die Landratsgemeinde Dmytriwka (Дмитрівська сільська рада/Dmytriwska silska rada) im Norden des Rajons Bolhrad.